# Chiesa di San Lorenzo Martire (Caserta)
La chiesa parrocchiale di San Lorenzo Martire è il principale luogo di culto cattolico di Casolla, frazione pedemontana di Caserta in diocesi di Caserta.

## Storia
Comparve per la prima volta nella bolla di Senne, arcivescovo di Capua, a delimitazione della diocesi di Caserta del 1113. La chiesa è citata nel privilegio di papa Alessandro III del 1178. Comparve poi in documenti notarili dei secoli successivi e fu elevata ad arcipretura nel 1751.
Non se ne hanno descrizioni antiche né si ha certezza se nello stesso luogo sorse un edificio di culto prima del 1113, come centro del borgo. Del primitivo edificio religioso si ipotizza un differente orientamento, in direzione nord-sud, con la facciata verso la strada e l’asse ad essa ortogonale.
Alla prima costruzione dovrebbe risalire l’arco, su frammenti di colonne di spoglio e capitelli altomedievali, riportato alla luce successivamente al crollo del pulpito addossato alla parete sinistra della navata dopo il terremoto del 1980. Con lo stesso terremoto, fu necessario un restauro ancora in corso nel 1990, che riportò alla luce gli elementi più antichi. Sul retro del presbiterio è la sede della Congrega della Madonna dei Sette Dolori, settecentesca, con aula unica ortogonale all’attuale orientamento.
Nel 1620 fu realizzata la struttura architettonica dell’edificio odierno, forse con lavori che si conclusero solo nel 1649 e che conobbero ulteriori interventi nel 1720. L’aspetto attuale è sostanzialmente quello conseguito a seguito dei restauri finanziati dalla pubblica amministrazione borbonica tra il 1859 e il 1861. Ebbe il Regio Assenso nel 1791.

## Facciata
La facciata della chiesa si apre su un piccolo sagrato sopraelevato rispetto al fronte stradale, ha una struttura principale a capanna, con timpano triangolare, cui si affianca un corpo a sinistra, collegato senza decorazioni. Nella parte principale si apre il portale barocco in tufo grigio, del 1649, che dà accesso alla navata principale. Il portale è sormontato da un timpano triangolare spezzato, sormontato da una coppia di vasi fiammeggianti. Al centro del portale è lo stemma della famiglia Amici ricordata nella lapide sottostante. Nella parte sinistra si apre un portale più piccolo, di forme manieristiche, con cornice in tufo grigio con stipiti a bauletto, sormontato da un archivolto in tufo, forse più antico.

## Il campanile
È collocato sul lato sud del sagrato, staccato dalla chiesa dalla sagrestia. Ha una struttura probabilmente seicentesca, anche se si ha notizia nella posizione attuale solo dal 1775. La pianta è quadrata ed ha tre livelli. Il quadrante dell’orologio occupa la parte superiore della facciata del secondo livello verso il sagrato ed è datato ai primi del 1700.
Sul disimpegno esterno all’uscita posteriore della sagrestia verso il cortile della casa parrocchiale è un rocco di colonna antica in marmo.

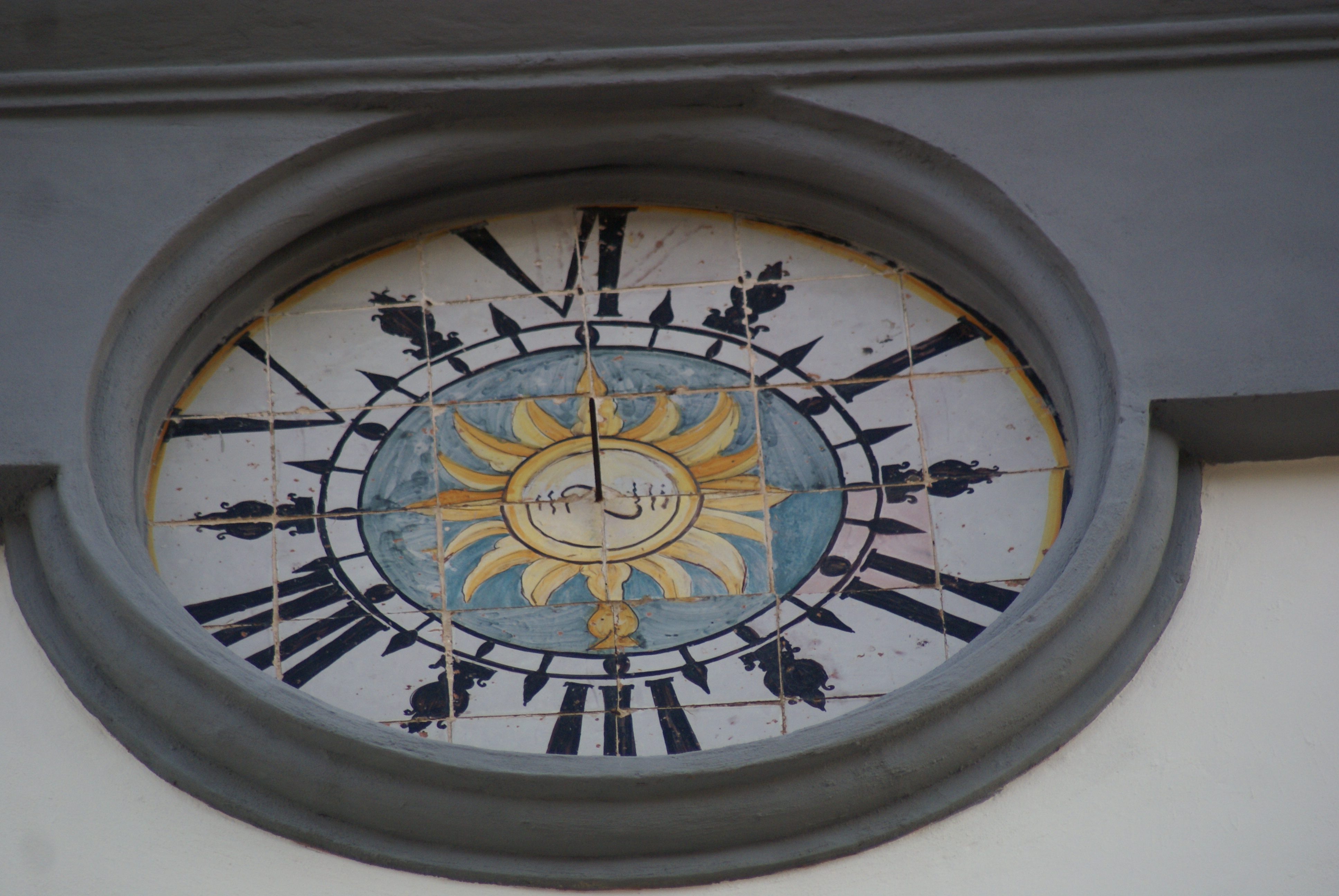
Quadrante dell'orologio a sei ore del campanile.

## Interno

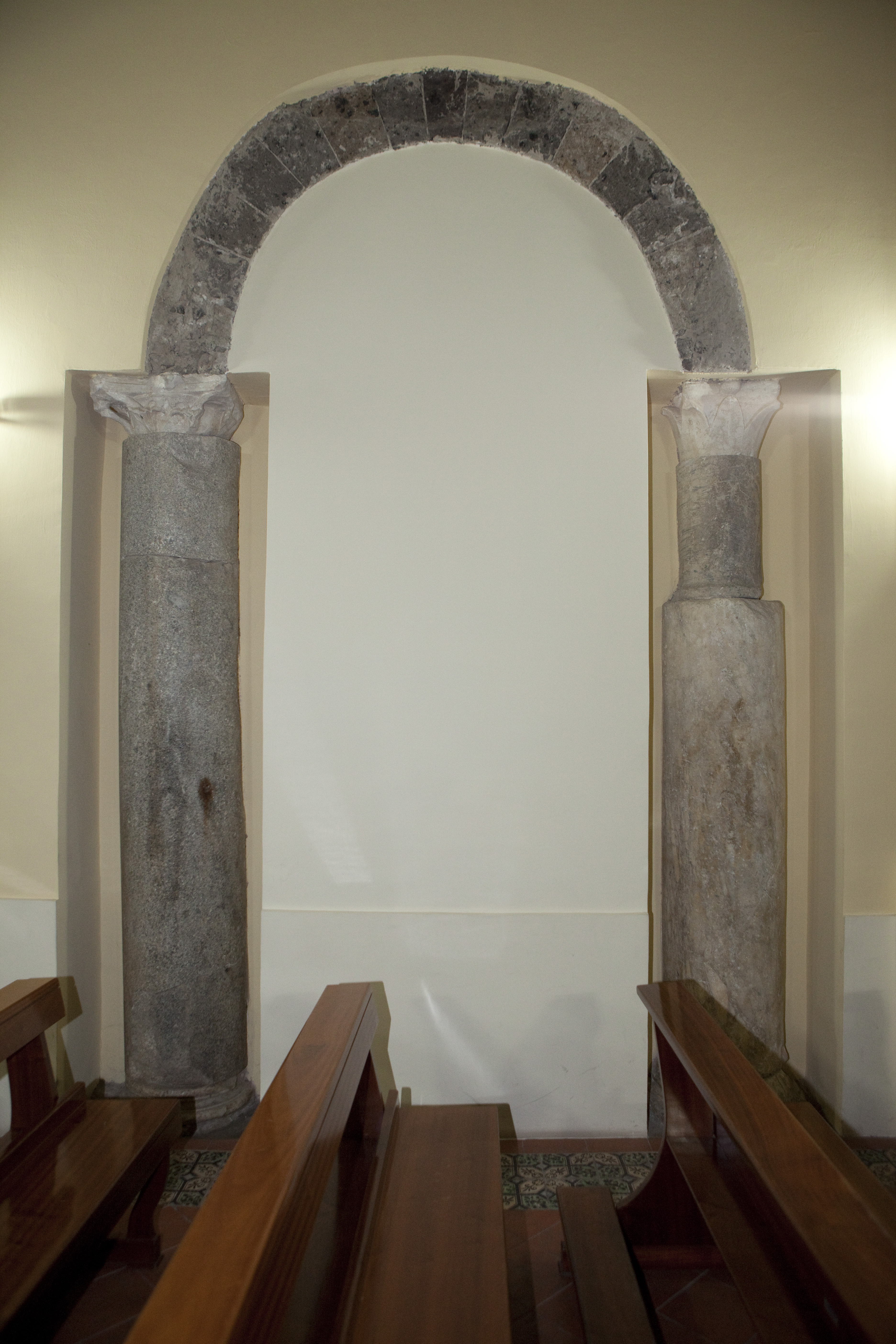
Arco medievale con capitelli su colonne di spoglio, XI - XII secolo.

La chiesa ha due navate già attestate in Esperti nel 1775. Il restauro del 1990–1996 ha realizzato l’attuale soluzione delle capriate a vista in sostituzione della volta ottocentesca in muratura che è crollata, la quale aveva a sua volta forse sostituito un tavolato ligneo o una tela.
Nella navata principale si aprono quattro cappelle sul fianco destro.
Il presbiterio è rettangolare. La navata laterale è posta a sinistra e non ha finestre. Si apre in quattro arcate verso la navata principale. L’arcata guardata dall’arco antico su colonne di spoglio è stata murata nel restauro conseguente al terremoto del 1980. La prima sulla destra è coperta da cupola. Un’altra cupola chiude la campata finale della navata sinistra.

## Opere d’arte
Sono molte le opere d’arte conservate, dal medioevo ai primi del secolo 19°. Le più antiche sono i capitelli antichi e medievali della terza arcata sinistra.
La scultura in tufo dipinto raffigurante la Madonna col Bambino è datata tra il 1300 e il 1349.

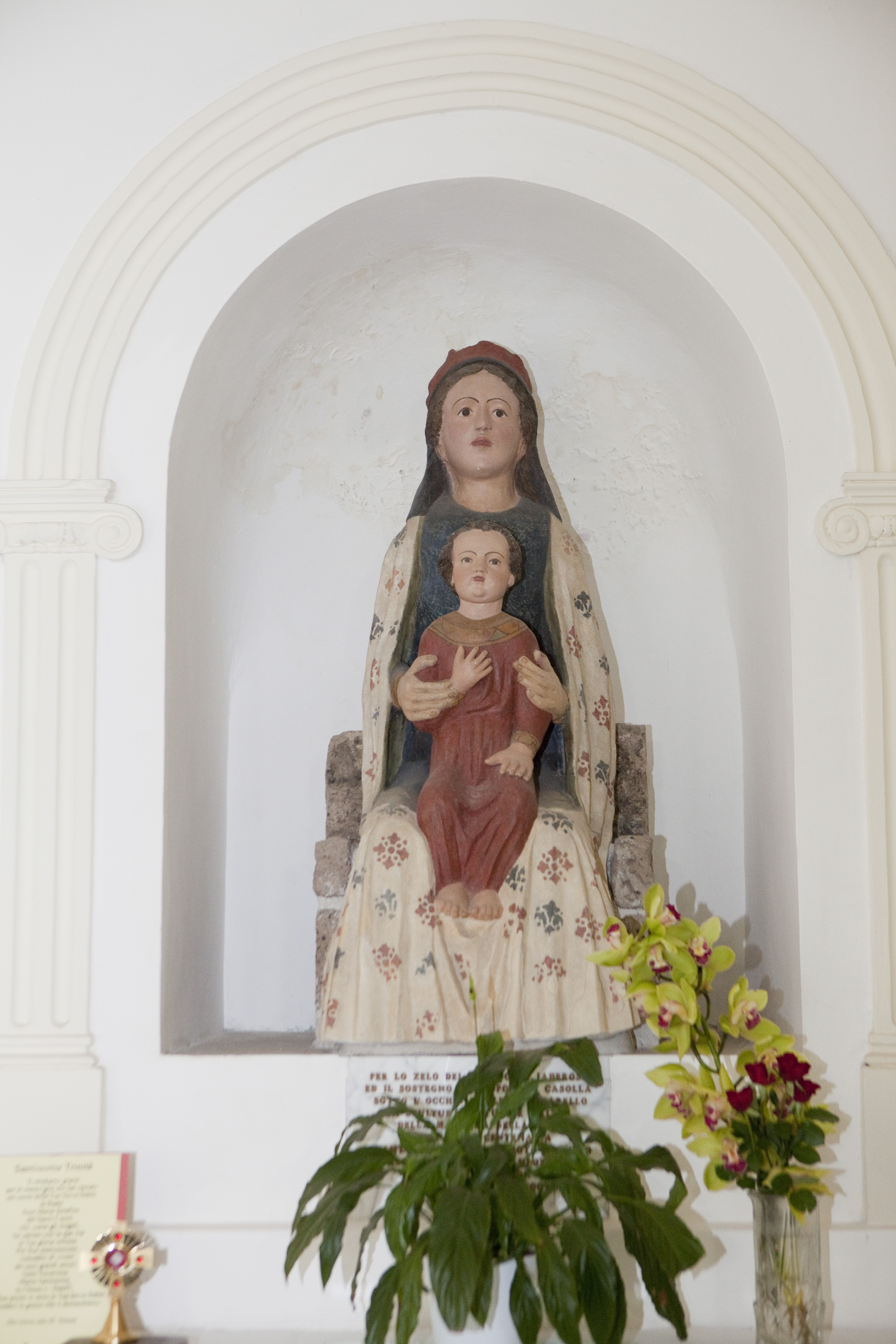
Madonna col Bambino, prima metà del XIV secolo.